# Граф Бекінгемський
Граф Бекінге́мський (англ. Earl of Buckingham) — один з найстаріших графських титулів в Англії. Під час середньовіччя титул утворювався декілька разів, та всі його креації були недовготривалими. У 1623 р. підвищений до рангу герцогів. На сьогодні титул не існує. Також — граф Букінгемський, Бакінгемський.

## Історія
Вперше титул графа Бекінгемського був утворений у 1097 р. для Вальтера Жиффара ІІ, чий батько Валтер Жиффар II, сеньйор де Лонгвіль, отримав від Вільгельма Завойовника великі земельні володіння в Бакінгемширі за його участь у нормандському завоюванні Англії. Але вже у 1164 р. рід Жиффарів перервався, а їх титули та володіння повернулись у розпорядження королів Англії. Можливо деякий час титул графа Бекінгема носив Річард де Клер, який зіграв вирішальну роль у підкоренні Ірландії Генріхом ІІ, однак це не встановлено беззаперечно. Наступна креація титулу сталась у 1377 р. Графом Бекінгемським став Томас Вудсток, молодший син англійського короля Едуарда ІІІ. Пізніше (у 1385) він також отримав титул герцога Глостера. За участь у русі лордів-аппелянтів проти Річарда ІІ Томас Вудсток був страчений у 1397 р. Хоча його герцогський титул був конфіскований, титул графа Бекінгемського перейшов до його сина, який помер через два роки не залишивши спадкоємців. Дочка Томаса Вудстока Анна Глостерська у 1398 р. вийшла заміж за Едмунда Стаффорда, 5-го графа Стаффорда. Їх син Гемфрі став видатним полководцем, який прославив себе у битвах Столітньої війни та війни Червоної та Білої троянд і у 1444 р. він отримав титул герцога Бекінгемського.
Титул графа Бекінгемського був знову утворений у 1617 р. для Джорджа Віл'єрса, молодого фаворита короля Якова І, який у 1623 р. був піднесений до рангу герцога Бекінгема і пізініше увійшов історію як головний радник королів Якова І та Карла І та загинув від рук пуританського фанатика Джона Фельтона. Син Джорджа Віл'єрса зберіг за собою титули графа те герцога Бекінгема, а після реставрації Стюартів у 1660 р. грав одну з найважливіших ролей в королівській адміністрації. Зі смертю Джорджа Віл'єрса у 1687 р. титул перестав існувати.

## 1 креація (1097)
- Вальтер Жиффар, 1-й граф Бекінгем (пом. 1102);
- Вальтер Жиффар, 2-й граф Бекінгем (пом. 1164), син попереднього

## 2 креація (1164)
- Річард де Клер, 2-й граф Пембрук (пом. 1176)

## 3 креація (1377)
- Томас Вудсток, 1-й граф Бекінгем, герцог Глостер (пом. 1397), син короля Едуарда III;
- Гемфрі Плантагенет, 2-й граф Бекінгем (пом. 1399), син попереднього;
- Гемфрі Стаффорд (1402—1460), син дочки Томаса Вудстока, з 1444 р. — 1-й герцог Бекінгем;
- 1460—1483: Генрі Стаффорд, онук попереднього.
- 1485—1521: Едвард Стаффорд, син попереднього.

## 4 креація (1617)
- 1617—1628: Джордж Вільєрс
- 1628—1687: Джордж Вільєрс, син попереднього.

## Герби

Клери
Стаффорди
Вільєрси